# Kento Tsurumaki
Kento Tsurumaki (弦巻 健人 Tsurumaki Kento?), född 29 juni 1987 i Niigata prefektur, är en japansk före detta fotbollsspelare.
Tsurumaki började sin karriär 2005 i Tokyo Verdy. 2007 blev han utlånad till Fagiano Okayama. 2008 blev han utlånad till Mito HollyHock. 2010 flyttade han till Matsumoto Yamaga FC. Efter Matsumoto Yamaga FC spelade han för Ayutthaya FC. Han avslutade karriären 2014.